# Bárbara de Olésnica
Bárbara de Oleśnica (em polonês/polaco:  Barbara oleśnicka) (1465 – 30 de Novembro de 1479) foi um membro da Dinastia Piast e duquesa de Oleśnica de 1475 a 1478.
Era a única filha de Conrado IX, Duque de Oleśnica com a sua esposa Margarida de Rawa, filha do Duque Siemowit V de Rawa.

## Vida
Após a morte de Conrado IX em 1471, ela tornou-se a potencial herdeira de Olésnica e talvez de todo o ducado. Por isto, ela permaneceu sob os cuidados da mãe e da guarda formal do su tio, Conrado X.
No Verão de 1472, Conrado X casou-a com Alberto I, filho primogénito de Henrique I de Podebrady, Duque de Ziębice. Nesta ocasião, Conrado X vendeu a Henrique I algumas das suas cidades. Contudo, o casamento foi anulado pouco tempo depois. Alberto I casou com Salomé, filha de João II, Duque de Glogów, em 1487.
Em 1475, Margarida, mãe de Bárbara, é deposta por Conrado X, e Bárbara é colocada no seu lugar, sob a tutela deste, até 1478, altura em que também ela é deposta. Conrado X, a partir daí tomou o controlo de Olésnica.
A última vez que Bárbara é mencionada foi por volta de 30 de Novembro de 1479. Ela terá falecido, provavelmente, pouco tempo depois..
| Precedido por: Margarida | Duquesa de Oleśnica sob a regência de Conrado X 1475–1478 | Sucedido por: Conrado X |